# Società Esercizi Aeroportuali
Il Gruppo SEA (Società per azioni Esercizi Aeroportuali S.E.A.) gestisce il sistema aeroportuale milanese in virtù di una convenzione, di durata quarantennale, sottoscritta nel 2001 fra SEA ed ENAC. È uno dei soci fondatori di Volandia, il più grande museo aeronautico italiano.

## Storia

### I primi anni
SEA venne fondata il 22 maggio 1948 con il nome di Società Aeroporto di Busto con lo scopo di sfruttare la vecchia pista militare di Malpensa e inserire, così, Milano e la Lombardia nelle prime rotte internazionali. Il primo aereo ad atterrare in aeroporto è un BZ 308 pilotato dall'aviatore Mario Stoppani, mentre la pista tornerà ad essere attiva soltanto un anno più tardi, nel 1949, con 1.800 metri di nuova copertura e un'aerostazione costruita in legno. Nel corso dell'anno sono stati registrati ben 1.366 movimenti aerei.
Il primo volo internazionale viene operato il 2 febbraio del 1950 da TWA, con la rotta Milano-New York. Dopo 5 anni di operatività dello scalo, le cifre relative al traffico fanno ben sperare per le sorti dell'aeroporto: 163.438 passeggeri, 4.374 movimenti aerei e 2.758.363 chilogrammi di merci trasportate. Nel 1955 l'azienda ha assunto l'attuale denominazione, trasferendo la propria sede da Busto Arsizio a Milano. Nel 1957 SEA chiede ufficialmente al Governo italiano la concessione per la costruzione e la gestione di un aeroporto nell'area di Linate. Il Ministero della difesa dà parere positivo sulla gestione abbinata dei due scali. Si delibera l'aumento di capitale della SEA da 500 milioni a 1 miliardo di lire.

### Gli anni Sessanta
Il 26 giugno 1960 alle ore 24 atterra a Linate il primo volo di linea: un DC6 della Lebanese International Airways. Grazie alla convenzione tra Stato italiano e SEA, viene riconosciuta la natura privata degli aeroporti milanesi. L'anno successivo, sia a Linate che a Malpensa aprono per la prima volta in Italia i Duty Free Shops. Nel 1966 Presidenza e Direzione SEA decidono di trasferire i loro uffici a Linate, dove tuttora si trovano gli uffici amministrativi dell'azienda.
Prosegue intanto l'ammodernamento di entrambi gli scali del Gruppo: a Malpensa viene aperto al pubblico un nuovo ampio parcheggio per autovetture e raddoppiato il fabbricato merci, mentre a Linate diventano operativi due nuovi sistemi per la misurazione e il rilevamento della visibilità in pista, completamente automatici, in grado di fornire dati certi al pilota che atterra in condizioni meteorologiche difficili. Nel corso del decennio vengono anche apportate diverse modifiche migliorative alle piste di entrambi gli scali, nell'ottica di renderli più operativi ed efficienti.

### Gli anni Settanta
Il 16 luglio del 1970 atterra a Malpensa il primo vero "gigante dell'aria", il Jumbo Boeing 747 con la livrea di Alitalia. Nello stesso anno Linate supera per la prima volta i 3 milioni di passeggeri, mentre il personale di SEA raggiunge le duemila unità. Due anni più tardi a Malpensa si amplia il piazzale di sosta velivoli per consentire la presenza contemporanea di più Boeing 747, mentre viene progettato un nuovo ampliamento dell'aerostazione passeggeri. Nel 1974 viene aperta a Linate una nuova sede CRAL, completa di campi sportivi per i dipendenti di SEA.
In questo decennio sia a Linate che a Malpensa viene terminato l'adeguamento degli impianti luminosi di pista per renderli conformi a quanto previsto per la loro categoria, vengono installati i nuovi teleindicatori alfanumerici automatici e viene omologato e diventa quindi operativo l'impianto I.L.S. (Instrumental Landing System) di Linate, che consente una maggiore operatività anche in caso di nebbia. Nel 1978 Linate registra un traffico passeggeri superiore ai 5 milioni, mentre i dipendenti raggiungono le 3.000 unità.

### Gli anni Ottanta
Negli anni Ottanta a Linate e a Malpensa vengono avviati gli ampliamenti dei piazzali di sosta velivoli per consentire l'operatività degli airbus. I lavori di ristrutturazione dell'aerostazione di Linate, più importanti rispetto a quelli di Malpensa, prevedono un aumento delle superfici utili del 75%. A settembre del 1981 atterra a Malpensa per la prima volta il supersonico Concorde. Nello stesso anno, su entrambi gli scali entra in funzione il sistema operativo Arco che gestisce in tempo reale tutte le operazioni di accettazione passeggeri, bagagli e operazioni di volo.
Nel 1982 avviene il primo "Bridge", ovvero il trasferimento dei voli da Linate a Malpensa per il rifacimento della pista e l'installazione delle luci per atterraggi di categoria III.
Nei due anni successivi a Linate viene sostituito l'impianto I. L. S. con un nuovo apparato che ha le caratteristiche funzionali per atterraggi di categoria III, mentre entrambi gli aeroporti si dotano di lettori ottici per la codifica automatica dei bagagli in partenza i quali aumentano la capacità produttiva degli impianti di smistamento. Nel 1985 viene presentato il Piano Regolatore Generale "Malpensa 2000" al Ministero dei Trasporti. Viene approvata la legge n.449 che prevede uno stanziamento di 480 miliardi per la realizzazione del progetto Malpensa. Il PRG verrà approvato nel 1987, anno in cui vengono attivati due nuovi collegamenti intercontinentali per Tokio e Hong-Kong in partenza da Malpensa.
Nel 1988 il sistema aeroportuale milanese supera i 10 milioni di passeggeri. Per il grave congestionamento di Linate, vengono trasferiti a Malpensa tutti i voli charter. Un anno dopo, a Linate viene aperto il nuovo salone, al piano partenze, destinato ai gruppi. A Malpensa invece diviene operativa la terza isola di registrazione con i nuovi banchi di check-in. SEA acquista una partecipazione del 20% in SACBO, la società di Gestione dell'Aeroporto di Bergamo.

### Gli anni Novanta
In occasione dei Campionati del Mondo di calcio di Italia 90, il Comune di Milano amplia il viale d'accesso dell'aeroporto di Linate creando corsie preferenziali per taxi e mezzi pubblici. Vengono consegnati i lavori riguardanti la realizzazione dell'aerostazione passeggeri Malpensa 2000. L'anno successivo vedrà l'affidamento della riqualificazione architettonica dell'aerostazione di Linate da parte di SEA all'architetto Aldo Rossi.
Nel 1991 la compagnia United Airlines inaugura un collegamento giornaliero con Washington operato da Malpensa. Contestualmente viene aumentato di 1.250 mq. l'atrio partenze e inizia lo studio del programma di ampliamento di Malpensa Nord.
Nel 1993 entrano in attività a Linate i nuovi finger, i quali consentono l'attracco degli aeromobili direttamente all'aerostazione, mentre a Malpensa vengono ultimati i lavori riguardanti la pista numero 2.
Nel 1994 Giuseppe Bonomi entra a far parte del consiglio di amministrazione della società.
Nel 1995, nell'ambito della realizzazione di Malpensa 2000 si sviluppa il progetto della Cargo City allo scopo di incrementare il traffico merci. Nello stesso anno Alitalia e Air China avviano da Malpensa un collegamento con Pechino. In questi anni SEA inizia il processo di certificazione di qualità, partendo dall'area rampa, secondo le norme ISO 9001. Vengono anche avviate le attività di progettazione aeroportuale all'estero, proponendosi a diversi Paesi esteri come partner per la gestione degli aeroporti. In questo contesto, inizia il contatto con le autorità argentine. Nel 1997 SEA costituisce un consorzio internazionale e vince la gara per la gestione del Sistema Aeroportuale Argentino (quote successivamente cedute).
Il 25 ottobre 1998 apre la nuova Malpensa 2000 e viene inaugurato il Terminal 1 dell'Aeroporto di Milano Malpensa.

### Dagli anni Duemila fino ai giorni nostri
Tra il 1999 e il 2003, la società venne gestita da Giorgio Fossa, presidente dall'agosto 1999 e amministratore delegato dal gennaio 2000. Fossa rassegna le dimissioni con effetto da martedì 23 dicembre 2003, come diffuso in un comunicato del Cda. Negli anni tra il 2001 e 2002 la SEA fu oggetto della cronaca e di indagini giudiziarie per la cattiva gestione, i disagi dei passeggeri e i furti dei bagagli.
Sempre nel 2002 vengono realizzate opere fondamentali per lo sviluppo di Malpensa: nuovo hangar, ampliamento del piazzale aeromobili, parcheggi e interventi di mitigazione sull’ambiente.
A fine 2006 il sindaco di Milano Letizia Moratti riporta Giuseppe Bonomi alla guida della società. Nello stesso anno SEA inizia il riassetto della struttura aeroportuale di Malpensa, dedicando il Terminal 1 ai voli di medio raggio ed ai voli di lungo raggio, mentre il Terminal 2 - inizialmente dedicato ai voli low cost e ai voli charter - viene riservato ai voli domestici, tenendo conto del crescente sviluppo del segmento low cost di alta fascia.
Nel febbraio del 2008 la quarta sezione penale della Corte Suprema di Cassazione ha confermato la sentenza pronunciata dalla Corte di appello di Milano il 7 luglio 2006 per le responsabilità degli operatori SEA nel disastro aereo avvenuto a Linate l'8 ottobre del 2001, in cui persero la vita 118 persone. Confermate quindi le condanne a tre anni di reclusione per i manager SEA Antonio Cavanna (responsabile dello sviluppo e della manutenzione) e Giovanni Lorenzo Grecchi (responsabile della gestione delle risorse aeroportuali).
Nel 2009 cede la maggioranza di Malpensa Logistica Europa SpA alla società logistica BCUBE della famiglia Bonzano.
Nel 2010 continuano i lavori di ampliamento del Terminal 1 a Milano Malpensa con la costruzione del terzo satellite, dei nuovi gates di imbarco e di una nuova copertura di un tratto del raccordo ferroviario.
Nel dicembre 2011 il Comune di Milano cede una quota del 29,75% di azioni SEA a F2i, del quale Vito Gamberale era amministratore delegato. La cessione si è conclusa ad 1 euro di rilancio in più dalla base d'asta di 385 milioni di euro. È in corso un'inchiesta della Guardia di Finanza su presunte irregolarità in questa cessione.
Sempre nel 2011 viene inaugurata a Malpensa la Porta Magica, una nuova struttura architettonica che celebra il concetto di “soglia” attraverso un sipario impalpabile reso da una lama di luce visibile grazie a folate di nebbia, illuminando l’ampio spazio dove il passeggero accede per recarsi in aeroporto o per uscirne. Nello stesso anno viene inaugurato lo Sheraton Milan Malpensa Airport Hotel, un albergo di nuova concezione, con accesso diretto al terminal 1 di Malpensa.
Nel giugno 2013 la presidenza passa a Pietro Modiano, ex banchiere vicino al centrosinistra, indicato dal Comune di Milano, con il sindaco Giuliano Pisapia.
A maggio 2018 viene inaugurata la nuova facciata dell'Aeroporto di Linate, primo dei tre step del restyling che riguarderà l'intero aeroporto, a cura di Pierluigi Cerri e, per quanto riguarderà gli interni, della interior designer Cinzia Ferrara.
A dicembre 2018 Pietro Modiano rassegna le sue dimissioni dalla Presidenza di SEA. In seguito a un cambiamento dell'assetto societario, viene istituita nuovamente la figura dell'Amministratore Delegato, carica che viene coperta (su indicazione del socio F2i) da Armando Brunini, già AD dell'Aeroporto di Napoli-Capodichino e consigliere di SEA. La carica di Presidente, invece, viene conferita ad interim alla consigliera Michaela Castelli.
A marzo 2019 SEA annuncia che dal 27 luglio fino al 27 ottobre Linate sarà chiusa per il rifacimento della pista di atterraggio, con il conseguente trasferimento dei voli sullo scalo di Malpensa.

## Attività

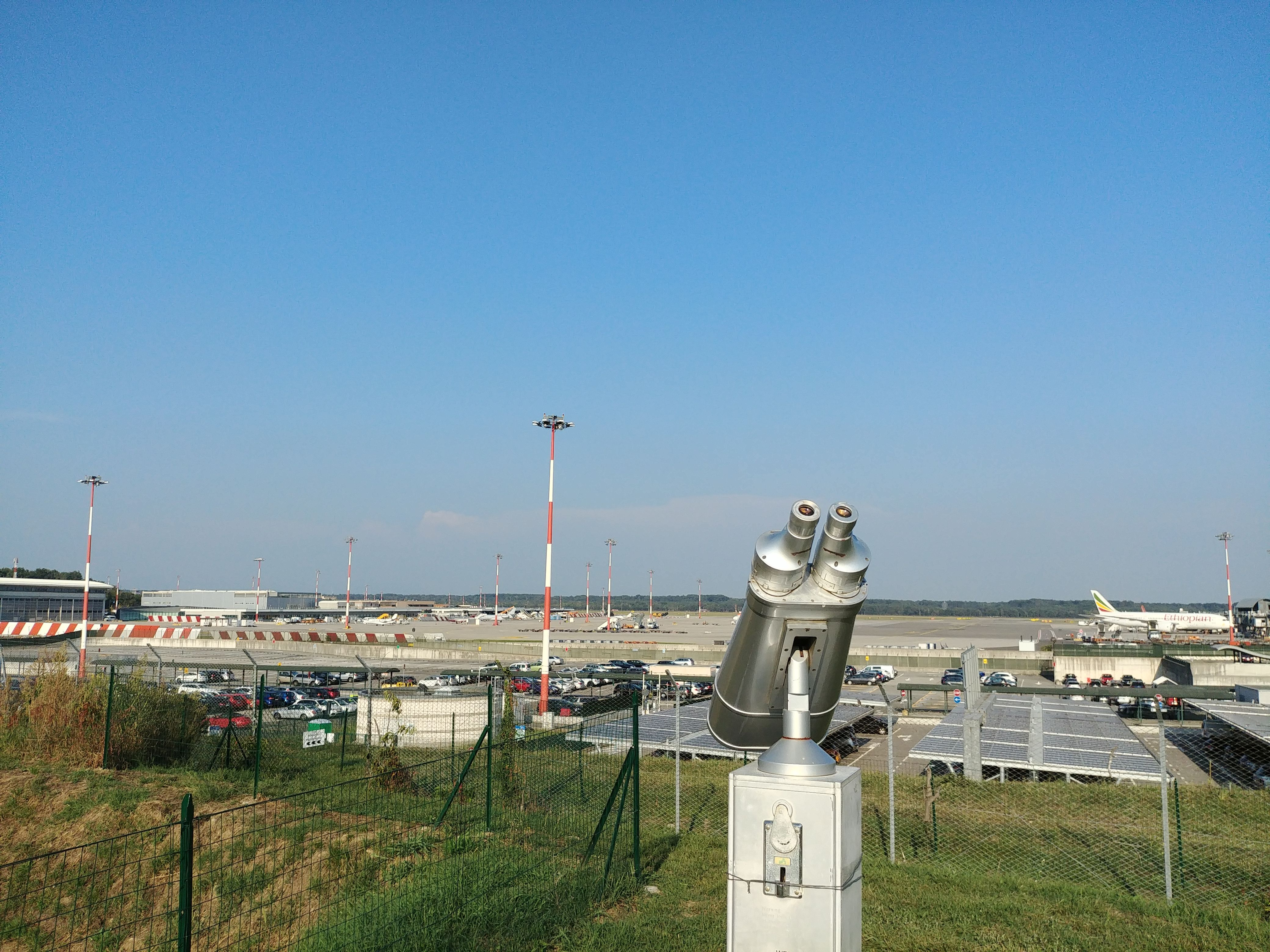
Il Terminal T1 dell'Aeroporto di Milano-Malpensa visto dal punto panoramico del parco-museo di Volandia.

La SEA, insieme alle società del gruppo, gestiscono e sviluppano gli aeroporti di Milano Malpensa 1 e 2 e Milano Linate, garantendo tutti i servizi e le attività connesse, quali l'approdo e la partenza degli aeromobili, la gestione della sicurezza aeroportuale, le prestazioni di handling per merci e passeggeri, il continuo sviluppo dei servizi commerciali a passeggeri, operatori e visitatori. Il Gruppo SEA produce energia elettrica e termica sia per la copertura del fabbisogno dei propri aeroporti, sia per la vendita al mercato esterno.
È inoltre azionista di SACBO società che gestisce l'aeroporto di Orio al Serio.
Il sistema aeroportuale gestito dal Gruppo SEA comprende: 
- l'aeroporto di Milano-Malpensa, situato a circa 48 km da Milano, collegato alle principali località del Nord Italia e alla Svizzera tramite la rete ferroviaria e da un sistema viario anche autostradale. L'aeroporto opera attraverso due scali passeggeri e uno scalo merci:
  - Milano Malpensa 1, dedicato a clientela business e leisure su rotte nazionali, internazionali e intercontinentali, con aree destinate a vettori di linea e charter
  - Milano Malpensa 2, dedicato al traffico low-cost di alta fascia
  - Milano Malpensa Cargo
- l'aeroporto di Milano-Linate, situato a circa 8 km da Milano è lo scalo europeo più vicino al centro della città di riferimento, cui è collegato dal sistema di trasporto urbano. Lo scalo è dedicato ad una clientela frequent flyer su rotte nazionali ed internazionali all'interno della UE.

## Bilancio 2013
Nel 2013 il gruppo SEA ha conseguito 657,08 milioni di euro di ricavi caratteristici, di cui:
- 359,7 dal segmento Aviation - diritti aeroportuali e corrispettivi per l'utilizzo di infrastrutture e impianti
- 180,6 dal segmento Non Aviation - servizi commerciali
- 95,7 dal segmento Handling - servizi di assistenza a terra ad aeromobili, passeggeri, bagagli, merci e posta
- 21,1 dal segmento Energia - produzione energia elettrica e termica

L'aumento dei ricavi, nonostante il calo delle presenze dei viaggiatori, è imputabile all'adeguamento delle tariffe ed all'incremento dei ricavi da parcheggi, pubblicità e attività commerciali negli aeroporti: tuttavia, SEA ha risentito di una contrazione dei movimenti serviti (da cui riduzione dei ricavi da handling).
Ebitda di 161,77 milioni di euro, Ebit di 85,56 milioni, utili per 33,7 milioni, dimezzati rispetto all'anno precedente a causa di maggiori accantonamenti ed alle spese per ammodernamenti infrastrutturali.
286,76 milioni di patrimonio netto, il valore residuo dei beni che ha in concessione (non essendone proprietaria in quanto concessionaria di ENAC) è pari a 884,42 milioni. Ha 4.749 dipendenti
Da Malpensa e Linate sono transitati 26,76 milioni di passeggeri (17,78 milioni a MXP e 8,98 a LIN), 251.828 movimenti e 436.125 tonnellate di merci, che lo rendono il primo in Italia nel settore cargo ed il quarto in Europa nel comparto Cargo. SEA, tramite alle società attive nel segmento Handling, ha gestito direttamente il 70,5% dei viaggiatori, il 73,8% dei movimenti ed il 79,5% delle merci.
Fonte: Bilancio SEA S.p.A. al 31.12.13 Archiviato il 18 luglio 2014 in Internet Archive.

## Bilancio 2017
Nel 2017 il gruppo SEA ha conseguito 697,698 milioni di euro di ricavi di gestione, di cui:
- 443,593 dal segmento Aviation - diritti aeroportuali e corrispettivi per l'utilizzo di infrastrutture e impianti
- 180,6 dal segmento Non Aviation - servizi commerciali
- 12,124 dal segmento General Aviation
- 14,718 dal segmento Energia - produzione energia elettrica e termica

Ebitda di 243 milioni di euro (in crescita del 3,7% rispetto all'esercizio del 2016), Ebit di 127,89 milioni, utili per 84,07 milioni, in riduzione di 9,549 milioni rispetto al 2016.
Fonte: Bilancio SEA S.p.a. al 31.12.17

## Partecipazioni
Voci aggiornate al 31 dicembre 2017

### Gestione aeroportuale
- SEA Prime S.p.A. - 99,91%
- SACBO S.p.A. - 30,98%
- Aeropuertos Argentina 2000 - 8,5%

### Utilities
- Disma Spa - 18.75%
- SEA Energia Spa - 100%

### Attività commerciali
- Dufrital S.p.A. - 40%
- SEA Service S.r.l. - 40%

### Altre attività
- Romairport S.r.l. - 0,23%
- Railink S.r.l. - 100%

### Handling
- Signature Flight Support Italy Srl - 39,96% (società controllata indirettamente attraverso SEA Prime Spa)
- Malpensa Logistica Europa Spa - 25%

## Composizione societaria
| Ente                | Quota  |
| Comune di Milano    | 84,56% |
| Provincia di Milano | 14,56% |
| Altri soci          | 0,88%  |
| Totale              | 100%   |

| Ente             | Quota  |
| Comune di Milano | 54,81% |
| F2i              | 44,31% |
| Altri soci       | 0,88%  |
| Totale           | 100%   |

| Ente             | Quota  |
| ---------------- | ------ |
| Comune di Milano | 54,81% |
| 2i Aeroporti Spa | 35,75% |
| F2i Sgr Spa*     | 8,62%  |
| Altri            | 0,82%  |

*In nome e per conto di F2i - secondo Fondo italiano per le infrastrutture.

## Dati societari
- Ragione sociale: Società Esercizi Aeroportuali - S.e.a. S.p.A.
- Sede legale: Aeroporto di Linate, 1 - 20090 Segrate (Mi)
- Partita Iva: 00826040156